# Magnus Rappe
Magnus Teodor Rappe, född 9 juli 1887 i Stockholm, död 1972, var en svensk friherre, militär, direktör och grafiker.
Han var son till generalen Axel Emil Rappe och Anna Sandahl och från 1930 gift med Clara Olivia Niclasson samt bror till Herdis Rappe. Han blev underlöjtnant vid Svea livgarde 1909 och övergick som löjtnant till reserven 1913 och utnämndes till kapten i reserven 1927. Han studerade vid Konsthögskolan i Stockholm 1911–1912 och han deltog i Axel Tallbergs etsningskurs. Efter sin tid vid Svea livgarde var han huvudsakligen verksam som direktör inom fastighetsmäklarbranschen och utövade sitt konstnärskaps på fritiden. 